# خورخي غوتيريز (لاعب كرة سلة)
خورخي غوتيريز (بالإسبانية: Jorge Gutiérrez) مواليد 27 ديسمبر 1988، هو لاعب كرة سلة محترف مكسيكي بدأ مسيرته الاحترافية في سنة 2012 يلعب مع فريق شارلوت هورنتس في الرابطة الوطنية لكرة السلة كلاعب هجوم خلفي ويحمل الرقم 12. يبلغ طوله 6 قدم 3 بوصة (1.9 م).

## فرق لعب لها
- بروكلين نتس
- ميلووكي باكز
- شارلوت هورنتس

## إحصائيات المسيرة

### الموسم الاعتيادي
| السنة   | الفريق        | لعب | بدأ | دقيقة | ميداني% | ثلاثية | حرة  | ارتداد | صنع | استلاب | تصدي | نقطة |
| ------- | ------------- | --- | --- | ----- | ------- | ------ | ---- | ------ | --- | ------ | ---- | ---- |
| 2013–14 | بروكلين نتس   | 15  | 2   | 16.3  | .463    | .250   | .750 | 1.5    | 2.0 | .7     | .1   | 4.1  |
| 2014–15 | بروكلين نتس   | 10  | 0   | 4.4   | .500    | .000   | .667 | .7     | .1  | .1     | .0   | 1.6  |
| 2014–15 | ميلووكي باكز  | 10  | 1   | 13.1  | .556    | .000   | .700 | 1.8    | 1.5 | .5     | .0   | 3.7  |
| 2015–16 | شارلوت هورنتس | 12  | 0   | 5.3   | .545    | .000   | .909 | .6     | 1.4 | .3     | .0   | 1.8  |
| المسيرة |               | 47  | 3   | 10.3  | .500    | .176   | .778 | 1.1    | 1.5 | .4     | .0   | 2.9  |

### التصفيات
| السنة   | الفريق        | لعب | بدأ | دقيقة | ميداني% | ثلاثية | حرة  | ارتداد | صنع | استلاب | تصدي | نقطة |
| ------- | ------------- | --- | --- | ----- | ------- | ------ | ---- | ------ | --- | ------ | ---- | ---- |
| 2014    | بروكلين نتس   | 2   | 0   | 1.5   | .000    | .000   | .500 | .5     | .0  | .0     | .0   | 1.0  |
| 2015    | ميلووكي باكز  | 1   | 0   | 12.0  | .500    | .000   | .000 | 1.0    | 1.0 | .0     | .0   | 2.0  |
| 2016    | شارلوت هورنتس | 3   | 0   | 4.0   | .000    | .000   | .000 | .7     | .7  | .0     | .0   | .0   |
| المسيرة |               | 6   | 0   | 4.5   | .200    | .000   | .500 | .7     | .5  | .0     | .0   | .7   |

## روابط خارجية
- خورخي غوتيريز على موقع الاتحاد الدولي لكرة السلة (الإنجليزية)
- خورخي غوتيريز على موقع إن بي أي (الإنجليزية)
- خورخي غوتيريز على موقع سبورتس رفرنس (الإنجليزية)
- خورخي غوتيريز على موقع الدوري الإسباني لكرة السلة (الإسبانية)
- خورخي غوتيريز على موقع كرة السلة الأوروبية.كوم (الإنجليزية)
- خورخي غوتيريز على موقع كلية كرة السلة في سبورتس رفرنس.كوم (الإنجليزية)
- خورخي غوتيريز على موقع ريلجم (الإنجليزية)
- خورخي غوتيريز على موقع بروبوليرز (الإنجليزية)
- خورخي غوتيريز على موقع سبورتس رفرنس (الإنجليزية)
- خورخي غوتيريز على موقع سبورتس رفرنس (الإنجليزية)